# Bettina Gransow
Bettina Gransow, verh. Gransow-van Treeck (* 25. September 1949 in Braunschweig), ist eine deutsche Sinologin.

## Leben
Nach der Promotion 1982 und der Habilitation 1991 (Sinologie, Thema: Chinesische Soziologie zwischen Sinisierung und Globalisierung) an der FU Berlin war sie von 1993 bis 1999 Hochschuldozentin für Politik und Wirtschaft Chinas an der Fakultät für Ostasienwissenschaften der Ruhr-Universität Bochum. Seit 1999 ist sie außerplanmäßige Professorin für Sinologie am Ostasiatischen Seminar der FU Berlin. Von 2003 bis 2016 war sie Gastprofessorin für Politik und Gesellschaft Chinas am Ostasiatischen Seminar der FU Berlin.
Ihre Lehr- und Forschungsschwerpunkte sind Gesellschaft und Politik des modernen Chinas, besonders: Binnenmigration, Migrantensiedlungen und Megastadtentwicklung in China, methodisch geht es dabei um die Verbindung von Mikro- und Makrostudien und um die Entwicklung komparativer Ansätze zu interner und internationaler Migration; Sozialverträglichkeitsprüfungen chinesischer Infrastrukturprojekte, Umsiedlungen und Umsiedlungspolitik und weitere Schwerpunkte: NGOs und Zivilgesellschaft; China als Empfänger und Geber von Entwicklungshilfe; deutsch-chinesische Beziehungen und Entwicklungszusammenarbeit; Sozialwissenschaften in China.
1983 heiratete sie Werner van Treeck (* 1943), der bis 2009 als Professor für Arbeitspolitik an der Universität Kassel lehrte. Mit ihm hat sie einen Sohn.

## Schriften (Auswahl)
- Soziale Klassen und Schichten in der Volksrepublik China. Theoretische Transformationskonzepte und reale Entwicklungsformen von 1949–1979 unter besonderer Berücksichtigung der städtischen Arbeiterklasses. München 1983, ISBN 3-597-10458-4.
- Geschichte der chinesischen Soziologie. Frankfurt am Main 1992, ISBN 3-593-34751-2.
- mit Li Hanlin: Chinas neue Werte. Einstellungen zu Modernisierung und Reformpolitik. München 1995, ISBN 3-597-10646-3.